# Iekaterina Andréieva
Iekaterina Mikhàilovna Andréieva(16 de novembre de 1941 - 18 de setembre de 2008), també coneguda com a Katarzyna Andrejewa-Prószyńska va ser una aracnòloga uzbeca. Va recollir aranyes a l'Àsia central i posteriorment va publicar «Aranyes del Tadjikistan». Almenys vuit tàxons d'aranyes i opilions van ser nomenats en honor seu.
Andréieva va néixer el 16 de novembre de 1941 a Taixkent i va passar una part de la seva infància a Samarcanda. La seva àvia, Maria Vikentievna Jasiewicz, era polonesa, però havia estat exiliada a l'Àsia central a finals de la dècada de 1880 per la seva activitat política, i allí es va casar amb un agrimensor Konstantin Pisarczik i va tenir quatre fills, inclosa la mare d'Andréieva, Antonina Konstantínovna. Antonina es va convertir en estudiant d'etnografia a la Universitat de Taixkent i, posteriorment, es va casar amb un professor d'etnografia de la universitat, Mikhaïl Stepànovitx Andréiev.
El 1960, Andréieva va començar els seus estudis de biologia a una universitat local, on va dedicar el seu temps a treballar sola per investigar les aranyes que es troben al Tadjikistan. No hi havia especialistes en aranyes de l'Àsia central durant aquest període. El 1966, Andréieva va completar els seus estudis universitaris i va obtenir una beca de doctorat al Tadjikistan, passant diversos mesos a l'any treballant al Departament d'Entomologia de la Universitat de Leningrad sota la supervisió oficial del professor Victor Tyshchenko, que treballava amb les aranyes al Kazakhstan. Va ser anomenada representant de l'escola aracnològica de Leningrad.

## Carrera
Des del 1966 fins al 1971, Andréieva va recollir aranyes intensament a l'Àsia central pel seu propi compte, particularment a les regions muntanyoses. La seva col·lecció única d'aranyes és una font per a la realització de revisions i enquestes taxonòmiques a l'Àsia central. El setembre de 1972 es va casar amb l'aracnòleg polonès Jerzy Prószyński i es va traslladar a Polònia. La raó principal per la qual es va traslladar a Polònia es va deure al fracàs a l’hora de treballar a l'Institut Zoològic de Leningrad, considerat el millor lloc de la URSS per estudiar taxonomia.
El 1974 va participar al Congrés Aracnològic Internacional d'Amsterdam. El 1976, Andréieva va publicar «Aranyes del Tadjikistan», un llibre taxonòmic sobre les aranyes a l'Àsia central que encara s'utilitza per a investigacions d'aranyes d'aquesta zona. Va utilitzar els seus propis fons per publicar-lo i és la primera publicació de l’URSS d’una monografia original sobre les aranyes d’Àsia central. La seua mare la va ajudar a editar el llibre.
Andréieva va morir durant un examen mèdic mentre es preparava per a una cirurgia major el 18 de setembre de 2008 a Milanówek, Polònia.
Almenys vuit tàxons d'aranyes i opilions van ser nomenats en el seu honor.

## Publicacions
- Andreeva, E.M. 1968. Materialy po faune paukov Tadzikistana. III. Mygalomorphae. Doklady Akademii Nauk Tadzhikistan SSR 11: 68–71 (en rus).
- Andreeva E.M. & Tyschchenko V.P. 1968. Materials on the fauna of spiders (Aranei) of Tadjikistan. II. Zodariidae. Zoologicheskiĭ Zhurnal 47: 684–689 (en rus).
- Andreeva, E.M. & Tyshchenko, V.P. 1969. On the fauna of spiders (Araneae) from Tadjikistan. Haplogynae, Cribellatae, Ecribellatae Trionychae (Pholcidae, Palpimanidae, Hersiliidae, Oxyopidae). Entomologicheskoe Obozrenie 48: 373–384. (en rus).
- Andreeva, E.M. 1975 Distribution and ecology of spiders (Aranei) in Tadjikistan. Fragmenta Faunistica, Warsaw 20: 323–352.
- Andreeva, E.M. 1976 Pauki Tajikistana. Dushanbe, 196pp.
- Andreeva, E.M., Hęciak, S. & Prószyński, J. 1984. Remarks on Icius and Pseudicius (Araneae, Salticidae) mainly from central Asia. Annales Zoologici 37: 349–375.

## Tàxons descrits
El Catàleg mundial d'aranyes llista els següents noms dels quals Andréieva és autora o coautora:
- Alioranus avanturus Andreeva & Tystshenko, 1970
- Anemesia karatauvi Andreeva, 1968
- Attulus ansobicus Andreeva, 1976
- Benoitia tadzhika Andreeva, 1976
- Bogdocosa kronebergi Andreeva, 1976
- Chalcoscirtus ansobicus Andreeva, 1976
- Cyrba tadzika Andreeva, 1969
- Devade hispida Andreeva & Tystshenko, 1969
- Dolomedes tadzhikistanicus Andreeva, 1976
- Erigone charitonowi Andreeva & Tystshenko, 1970
- Evippa beschkentica Andreeva, 1976
- Lathys spasskyi Andreeva & Tystshenko, 1969
- Mogrus antoninus Andreeva, 1976
- Mogrus faizabadicus Andreeva, Kononenko & Prószyński, 1981
- Nepalicius nepalicus (Andreeva, Hęciak & Prószyński, 1984)
- Oecobius tadzhikus Andreeva & Tystshenko, 1969
- Oxyopes takobius Andreeva & Tystshenko, 1969
- Pellenes kulabicus Andreeva, 1976
- Pellenes tocharistanus Andreeva, 1976
- Plexippus dushanbinus Andreeva, 1969
- Pseudomogrus bactrianus (Andreeva, 1976)
- Rudakius afghanicus Andreeva, Hęciak & Prószyński, 1984
- Rudakius spasskyi Andreeva, Hęciak & Prószyński, 1984
- Styloctetor asiaticus Andreeva & Tystshenko, 1970
- Synageles charitonovi Andreeva, 1976
- Synageles ramitus Andreeva, 1976
- Ummidia gandjinoi Andreeva, 1968
- Zaitunia beshkentica Andreeva & Tystshenko, 1969
- Zaitunia martynovae Andreeva & Tystshenko, 1969
- Zodariellum surprisum Andreeva & Tystshenko, 1968
- Zodarion continentale Andreeva & Tystshenko, 1968
- Zodarion martynovae Andreeva & Tystshenko, 1968
- Zodarion tadzhikum Andreeva & Tystshenko, 1968

## Tàxons anomenats en el seu honor
- Aelurillus andreevae Nenilin, 1984
- Aelurillus catherinae Prószyński, 2000
- Anemesia andreevae Zonstein, 2018
- Chalcoscirtus catherinae Prószyński, 2000
- Euophrys catherinae Prószyński, 2000
- Homolophus andreevae Staręga & Snegovaya, 2008
- Parasyrisca andreevae Ovtsharenko, Platnick & Marusik, 1995
- Phlegra andreevae Logunov 1996